# Liotrachela lobata
Liotrachela lobata är en insektsart som beskrevs av Brunner von Wattenwyl 1891. Liotrachela lobata ingår i släktet Liotrachela och familjen vårtbitare.

## Underarter
Arten delas in i följande underarter:
- L. l. lobata
- L. l. luzonica
- L. l. producta